# Théodoric (Nibelungide)
Pour les articles homonymes, voir Théodoric.
Théodoric était un noble franc de la famille des Nibelungides, c'est-à-dire issu de Childebrand, frère de Charles Martel. Il serait fils de Nibelung III, comte en Bourgogne et propriétaire de Baugy.
Il est cité en 876 comme comte de Vermandois et comme l'un des exécuteurs testamentaires d'Ecchard, comte de Mâcon et d'Autun, mort en 877.
Il possède des terres autour de Saint-Quentin, dont il est abbé laïc, ainsi que vers Soissons et Meaux.
D'une épouse inconnue, il aurait eu un fils, également nommé Théodoric, et peut-être une fille mariée à Pépin (fils du roi Bernard d'Italie), comte au nord de la Seine et mère d'Herbert Ier, comte de Vermandois,.